# Майданевич Юлія Петрівна
Майданевич Юлія Петрівна (29 січня 1980) — економіст. Дочка Петра Майданевича. Доктор економічних наук (2014).

## Біографія
Закінчила Таврійську агротехнологічну академію (м. Мелітополь, Запорізька область, 2001). Від 1999 працювала бухгалтером; від 2006 — у Таврійському університеті (Сімферополь); від 2014 — професор кафедри обліку і аудиту Харківського технічного університету сільського господарства.
Сфера наукових досліджень: проблеми управління розвитком АПК.

## Наукові праці
- Механізми управління холдинговими структурами організації інтегрованих виробничих формувань в агробізнесі // Ефективна економіка. 2013. № 4;
- Стратегія розвитку діяльності інтегрованих об'єднань переробних підприємств аграрної сфери: науково-практичний аспект. Хн., 2014;
- Современные инструменты развития интеграционных объединений в агропромышленном комплексе // Менеджмент агробизнеса. Сф., 2015.